# Коно, Джозеф
Джозеф Коно (англ. Joseph Kono, 29 декабря 1950) — камерунский велогонщик, выступавший на шоссе. Участвовал в летних Олимпийских играх 1972, 1976, 1980 и 1984 годов.

## Биография
Джозеф Коно родился 29 декабря 1950 года.
В 1972 году вошёл в состав сборной Камеруна на летних Олимпийских играх в Мюнхене. В шоссейной групповой гонке на 200 км сошёл с дистанции. В командной гонке на 100 км сборная Камеруна, в которую также входили Жан Бернар Джамбу, Джозеф Эвоуна и Николас Овона, заняла 33-е место среди 36 команд, показав результат 2 часа 40 минут 10,3 секунды. Камерунцы уступили выигравшей золото сборной СССР более 28 минут.
В 1976 году вошёл в состав сборной Камеруна на летних Олимпийских играх в Монреале. В шоссейной командной гонке на 100 км сборная Камеруна, в которую также входили Морис Мутат, Анри Мве и Николас Овона, сошла с дистанции.
В 1980 году вошёл в состав сборной Камеруна на летних Олимпийских играх в Москве. В шоссейной групповой гонке на 189 км сошёл с дистанции. В командной гонке на 100 км сборная Камеруна, в которую также входили Чарльз Бана, Туссан Фуда и Николас Овона, заняла 22-е место среди 23 команд, показав результат 2 часа 26 минут 46,6 секунды. Камерунцы уступили выигравшей золото сборной СССР более 25 минут.
В 1984 году вошёл в состав сборной Камеруна на летних Олимпийских играх в Лос-Анджелесе. В шоссейной групповой гонке на 190,2 км сошёл с дистанции. В командной гонке на 100 км сборная Камеруна, в которую также входили Ален Айисси, Лукас Феутса и Дьёдонн Нтеп, заняла 23-е место среди 26 команд, показав результат 2 часа 25 минут 26 секунд. Камерунцы уступили выигравшей золото сборной Италии почти 27 минут.